# 오시마 요헤이
오시마 요헤이(일본어: 大島 洋平, 1985년 11월 9일 ~ )는 일본의 프로 야구 선수이며, 현재 센트럴 리그인 주니치 드래건스의 소속 선수(외야수)이다. 아이치현 나고야시 미도리구 출신이다.
2014년 시즌에 후쿠도메 고스케가 보유한 구단 시즌 최다 안타 타이 기록을 남겼다(186안타).

## 인물

### 프로 입단 전
초등학교 4학년 때부터 야구를 시작했고 중학생 시절에는 소년 야구 팀에서 투수 겸 외야수로서 활약했다. 교에이 고등학교에서는 투수 겸 외야수, 고마자와 대학에서는 외야수로 뛰었는데 대학야구 내에서도 높은 수준이라고 알려진 도토 대학 리그에서 2006년 가을부터 3시즌 연속으로 3할 대의 타율을 기록했고 2007년 추계 대회에서 3할 9푼 5리의 타율을 남기며 수위타자를 획득했다. 리그 통산 83경기에 출전하면서 255타수 74안타, 타율 2할 9푼, 1홈런, 20타점을 기록했고 베스트 나인을 두 차례나 선정되었다.
대학 졸업 후에는 닛폰 생명에 입사함과 동시에 사회인 야구팀에 입단했고 입사 1년째부터 1번 타자로 뛰었다. 2008년 11월에 개최된 사회인 야구 일본 선수권 대회에서 타율 5할 6푼 3리의 최고 성적으로 수위타자를 차지해 사회인 베스트 나인을 수상했다.
2009년 가을에 있은 프로 야구 드래프트 회의에서는 주니치 드래건스로부터 5순위 지명을 받고 입단했는데 부인과는 닛폰 생명에 근무하던 시절에 교제하면서 2009년 3월에 결혼했고 6월에는 장남이 태어났기 때문에 입단 기자 회견에는 부인과 함께 동석했다. 함께 입단한 선수들이 1군 승격에 대한 목표와 앞으로의 포부를 밝히고 있는 반면에 오시마는 구체적인 목표에 대해 이 같은 말을 했다.
| “ | 어렸을 때부터 동경하고 있던 구단에 입단할 수 있게 되어 정말 기쁘다. 시즌 개막을 1군에서 출전할 수 있도록 노력하고 싶다. 되도록이면 빨리 팀의 주전을 차지하고 싶다. 장래는 다쓰나미 가즈요시와 같이 40세까지 야구를 계속하고 싶다. | ” |

오시마는 또 가족이 있는 몸으로 안정된 사회인 생활을 버리면서 어려운 경쟁을 하는 프로의 세계에 뛰어드는 것에 대해서는 상당히 고민을 했다고 말했다.

### 프로 입단 후

#### 2010년
신인이면서도 1번·중견수로서의 개막전 엔트리에 합류했고 다음날 3월 27일의 히로시마 도요 카프전에서 프로 데뷔 첫 안타를 때려냈다. 그러나 타격 호조가 오르지 않으면서 4월 12일부로 2군에 떨어졌지만 4월 25일에는 1군에 복귀했다. 복귀 이후 당분간은 주로 6번이나 7번 타자로 뛰었지만 5월 하순 무렵부터 2번 타자를 맡게 되었다. 6월 19일의 요미우리 자이언츠전에서 사구를 받아 경기 도중에 교체되어 다음날에 1군 등록이 말소되었지만 7월 6일 요코하마 베이스타스전에서 1군에 복귀하는 등 2번·중견수로 선발 출전을 했다. 최종적으로 104경기에 출전했지만 완전하게 주전을 차지하기까지는 기대에 미치지 못했다.
일본 시리즈에서는 4차전의 연장 11회초에서 천금과도 같은 결승 적시 3루타를 날리거나 6차전의 연장 11회초에 2사 1·2루의 상황에서 사토자키 도모야의 타구를 중견수 방향에서 다이빙 캐치하는 등의 활약을 보였다. 팀은 패했지만 6경기에 출전하면서 23타수 9안타 5타점의 좋은 성적을 남기면서 우수 선수상을 수상했다. 그리고 대학 시절부터 라이벌 관계라고 주목받고 있는 지바 롯데 마린스의 신인 기요타 이쿠히로도 동시에 수상했는데 신인이었던 오시마와 기요타의 활약이 빛났다. 시즌 종료 후에는 등번호를 8번으로 변경했다.

#### 2011년
개막전에서는 7번·중견수로 선발 출전했는데 그 이후에는 극심한 타격 부진에 시달렸고 그 사이에 히라타 료스케나 노모토 게이의 활약도 있어 5월 21일에 2군으로 떨어졌다. 1군에 복귀한 이후에는 주로 8번·중견수로 기용되는 경우가 많아졌고 전반기에 타격 호조를 보였던 노모토의 부진도 겹치면서 최종적으로는 중견수의 주전을 차지했다. 8월 13일에는 프로 데뷔 후 처음으로 홈런을 때려냈고 골든 글러브상을 수상하는 등 공격과 수비에서 모두 성장을 보였다. 지난해에 좋은 성적을 남긴 일본 시리즈에서는 팀내에서 유일하게 도루를 기록했지만 1안타에 그쳤다.

#### 2012년
개막 이후부터 중견수로서 아라키 마사히로와 함께 1·2번을 맡고 있다.

## 상세 정보

### 출신 학교
- 교에이 고등학교
- 고마자와 대학

### 선수 경력
- 닛폰 생명
- 주니치 드래건스(2010년 ~ )

### 수상·타이틀 경력

#### 타이틀
- 도루왕 : 1회(2012년)
- 최다 안타 : 2회(2019년, 2020년)

#### 수상
- 베스트 나인 : 1회(2012년) ※외야수 부문
- 골든 글러브상 : 9회(2011년, 2012년, 2014년 ~ 2016년, 2018년 ~ 2021년) ※외야수로서 9회는 역대 5위 타이
- 월간 MVP : 1회(2017년 3·4월)
- JA 전농 Go·Go상 : 2회(매직 글러브상: 2010년 7월, 최다 도루상: 2012년 3·4월)
- 일본 시리즈 우수 선수상 : 1회(2010년)
- 스피드업상 : 1회(2016년) ※타자 부문

### 개인 기록

#### 첫 기록
- 첫 출장·첫 선발 출장 : 2010년 3월 26일, 대 히로시마 도요 카프 1차전(나고야 돔), 1번·중견수로서 선발 출장
- 첫 타석 : 상동, 1회말에 마에다 겐타로부터 투수 플라이
- 첫 안타 : 2010년 3월 27일, 대 히로시마 도요 카프 2차전(나고야 돔), 5회말에 지안카를로 알바라도로부터 2루 내야 안타(수비 방해)
- 첫 타점 : 2010년 4월 25일, 대 한신 타이거스 6차전(한신 고시엔 구장), 4회초에 제이슨 스탠드리지로부터 우익선상에 적시 3루타
- 첫 도루 : 2010년 4월 28일, 대 요미우리 자이언츠 5차전(나고야 돔), 7회말에 2루 안착(투수: 고바야시 마사히데, 포수: 아베 신노스케)
- 첫 홈런 : 2011년 8월 13일, 대 요코하마 베이스타스 16차전(히라쓰카 구장), 5회초에 시미즈 나오유키로부터 우월 솔로 홈런

#### 기록 달성 경력
- 통산 1000안타 : 2017년 4월 30일, 대 한신 타이거스 6차전(한신 고시엔 구장), 4회초에 노미 아쓰시로부터 좌전 안타 ※역대 286번째
- 통산 1000경기 출장 : 2017년 7월 25일, 대 도쿄 야쿠르트 스왈로스 14차전(메이지 진구 야구장), 3번·중견수로서 선발 출장 ※역대 485번째
- 통산 1500안타 : 2020년 8월 18일, 대 도쿄 야쿠르트 스왈로스 10차전(메이지 진구 야구장), 8회초에 오시타 유마로부터 유격 내야 안타 ※역대 127번째
- 통산 1500경기 출장 : 2021년 6월 26일, 대 히로시마 도요 카프 10차전(MAZDA Zoom-Zoom 스타디움 히로시마), 1번·중견수로 선발 출장 ※역대 196번째

#### 기타
- 사이클링 히트 : 2016년 7월 20일, 대 히로시마 도요 카프 16차전(MAZDA Zoom-Zoom 스타디움 히로시마) ※역대 64번째
- 올스타전 출장 : 5회(2012년 ~ 2014년, 2017년, 2021년)
  - 올스타전에서의 이닝 최다 도루 : 2개(2014년 1차전, 세이부 돔)

### 등번호
- 32(2010년)
- 8(2011년 ~ )

### 연도별 타격 성적
| 연 도       | 소 속       | 경 기 | 타 석 | 타 수 | 득 점 | 안 타 | 2 루 타 | 3 루 타 | 홈 런 | 루 타 | 타 점 | 도 루 | 도 루 자 | 희 생 번 | 희 생 플 | 볼 넷 | 고 4 | 사 구 | 삼 진 | 병 살 타 | 타 율 | 출 루 율 | 장 타 율 | O P S |
| ----------- | ----------- | ----- | ----- | ----- | ----- | ----- | ------- | ------- | ----- | ----- | ----- | ----- | -------- | -------- | -------- | ----- | ---- | ----- | ----- | -------- | ----- | -------- | -------- | ----- |
| 2010년      | 주니치      | 104   | 374   | 314   | 35    | 81    | 10      | 4       | 0     | 99    | 17    | 8     | 4        | 27       | 2        | 29    | 0    | 2     | 52    | 2        | .258  | .323     | .315     | .638  |
| 2011년      | 주니치      | 96    | 355   | 300   | 25    | 73    | 6       | 4       | 3     | 96    | 18    | 8     | 2        | 19       | 2        | 29    | 5    | 5     | 50    | 3        | .243  | .318     | .320     | .638  |
| 2012년      | 주니치      | 144   | 631   | 555   | 83    | 172   | 19      | 5       | 1     | 204   | 13    | 32    | 17       | 17       | 0        | 46    | 0    | 13    | 80    | 7        | .310  | .376     | .368     | .744  |
| 2013년      | 주니치      | 140   | 555   | 499   | 68    | 124   | 18      | 2       | 3     | 155   | 27    | 19    | 9        | 10       | 3        | 37    | 1    | 6     | 69    | 2        | .248  | .306     | .311     | .617  |
| 2014년      | 주니치      | 141   | 642   | 585   | 92    | 186   | 18      | 2       | 2     | 214   | 28    | 28    | 12       | 6        | 2        | 43    | 1    | 6     | 56    | 3        | .318  | .369     | .366     | .735  |
| 2015년      | 주니치      | 142   | 620   | 565   | 70    | 147   | 20      | 4       | 6     | 193   | 27    | 22    | 8        | 10       | 1        | 39    | 1    | 5     | 65    | 5        | .260  | .313     | .342     | .655  |
| 2016년      | 주니치      | 143   | 656   | 599   | 80    | 175   | 27      | 9       | 3     | 229   | 27    | 26    | 12       | 4        | 1        | 46    | 1    | 6     | 69    | 3        | .292  | .348     | .382     | .730  |
| 2017년      | 주니치      | 119   | 521   | 476   | 50    | 149   | 20      | 3       | 3     | 184   | 29    | 23    | 6        | 1        | 3        | 37    | 0    | 4     | 66    | 5        | .313  | .365     | .387     | .752  |
| 2018년      | 주니치      | 141   | 645   | 588   | 92    | 161   | 20      | 7       | 7     | 216   | 57    | 21    | 9        | 1        | 5        | 47    | 2    | 4     | 80    | 2        | .274  | .329     | .367     | .697  |
| 2019년      | 주니치      | 143   | 623   | 558   | 89    | 174   | 23      | 3       | 3     | 212   | 45    | 30    | 7        | 3        | 3        | 50    | 3    | 9     | 78    | 5        | .312  | .376     | .380     | .756  |
| 2020년      | 주니치      | 118   | 525   | 462   | 58    | 146   | 21      | 3       | 1     | 176   | 30    | 16    | 8        | 9        | 3        | 47    | 3    | 4     | 51    | 5        | .316  | .382     | .381     | .763  |
| 2021년      | 주니치      | 141   | 596   | 548   | 54    | 160   | 19      | 5       | 1     | 192   | 34    | 16    | 8        | 1        | 2        | 42    | 5    | 3     | 60    | 4        | .292  | .345     | .350     | .695  |
| 통산 : 12년 | 통산 : 12년 | 1572  | 6743  | 6049  | 796   | 1748  | 221     | 51      | 33    | 2170  | 352   | 249   | 102      | 108      | 27       | 492   | 22   | 67    | 776   | 46       | .289  | .348     | .359     | .706  |

- 2021년 시즌 종료 기준.
- 굵은 글씨는 시즌 최고 성적.

### 연도별 수비 성적
| 연도 | 소속   | 외야  | 외야  | 외야  | 외야  | 외야  | 외야     |
| 연도 | 소속   | 경 기 | 척 살 | 보 살 | 실 책 | 병 살 | 수 비 율 |
| ---- | ------ | ----- | ----- | ----- | ----- | ----- | -------- |
| 2010 | 주니치 | 99    | 172   | 4     | 1     | 0     | .994     |
| 2011 | 주니치 | 95    | 196   | 6     | 2     | 1     | .990     |
| 2012 | 주니치 | 144   | 291   | 8     | 3     | 1     | .990     |
| 2013 | 주니치 | 135   | 301   | 13    | 2     | 1     | .994     |
| 2014 | 주니치 | 140   | 287   | 8     | 6     | 2     | .980     |
| 2015 | 주니치 | 140   | 284   | 1     | 2     | 0     | .993     |
| 2016 | 주니치 | 143   | 300   | 4     | 3     | 0     | .990     |
| 2017 | 주니치 | 119   | 198   | 2     | 2     | 1     | .990     |
| 2018 | 주니치 | 141   | 282   | 7     | 0     | 1     | 1.000    |
| 2019 | 주니치 | 143   | 282   | 1     | 0     | 0     | 1.000    |
| 2020 | 주니치 | 118   | 202   | 5     | 2     | 2     | .990     |
| 2021 | 주니치 | 141   | 270   | 3     | 1     | 0     | .996     |
| 통산 | 통산   | 1558  | 3065  | 62    | 24    | 9     | .992     |

- 2021년 시즌 종료 기준.
- 굵은 글씨는 시즌 최고 성적.
- 연도에서의 굵은 글씨는 골든 글러브상 수상 연도.